# Lee Oskar
Lee Oskar, né à Copenhague (Danemark) le 24 mars 1948, est un harmoniciste, célèbre pour sa participation au groupe funk rock War, qu'il forma avec Eric Burdon, et les harmonicas qu'il fabrique.

## Historique
Oskar est âgé de 6 ans quand un ami de la famille lui offre son premier harmonica. Il grandit en écoutant différents styles de musiques à la radio et retient de cette période une grande influence de Ray Charles. À l'âge de 17 ans, il s'installe aux États-Unis, où il fait la connaissance de Eric Burdon, qui vient de quitter le groupe The Animals et est à la recherche de nouveaux musiciens. Ils montent le groupe War avec Charles Miller, Morris "B. B." Dickerson, Lonnie Jordan et Papa Dee Allen. Oskar restera membre du groupe jusqu'en 1992, année où il décide de se focaliser sur sa carrière solo.

## Les harmonicas Lee Oskar
En 1983, Oskar fonde une société afin de produire des harmonicas haut de gamme. Ces instruments permettent de jouer de nombreux styles musicaux, du blues au folk, en passant par le jazz ou encore le rock. Ces harmonicas sont conçus de façon que l'utilisateur puisse changer facilement les plaques porte-lamelles, permettant de conserver le sommier et les capots en ne remplaçant que les plaques. Ces instruments sont fabriqués par la société japonaise Tombo. L'entreprise fête ses 25 ans en 2008 au NAMM. Les harmonicas Lee Oskar sont distribués en France par Saico.

### La série Diatonique
Cette série permet de jouer sur la gamme diatonique majeure. Elle est déclinée de DO à SI et propose des harmonicas adaptés pour jouer le blues, le rock ou encore la musique country.

### La série Naturel Mineur
Cette série permet de jouer sur la gamme naturelle mineur. Elle est déclinée de DO à SI et propose des harmonicas adaptés pour jouer le blues, le rock, la pop ainsi que le jazz.

### La série Mineur Harmonique
Cette série permet de jouer sur la gamme harmonique mineur. Elle est déclinée de DO à SI et propose des harmonicas adaptés pour jouer divers types de musiques traditionnelles ainsi que des pièces classique et jazz.

### La série Melody Maker
Cette série permet de jouer sur la gamme diatonique majeur. Elle est déclinée de DO à LA et propose des harmonicas plus expressifs que ceux de la série diatonique, ils sont préconisés pour le reggae, la pop et la musique country.